# Krešo Klarić
Krešo Klarić bio je prvi zapovjednik prvog dubrovačkog dragovoljačkog odreda tijekom Domovinskog rata.
U svibnju 1991. godine u dubrovačkom gradskom kotaru Gruž osnovan je prvi dragovoljački odred za obranu krajnjeg juga Hrvatske. Za zapovjednika odreda je postavljen Krešo Klarić, dotadašnji glavni tajnik Saveza za opću i fizičku kulturu (SOFK) grada Dubrovnika. Odmah nakon postavljenja Krešo Klarić je ustrojio prve postrojbe unutar odreda. Početkom agresije na Dubrovnik i nakon ustrojavanja 163. brigade HV, gruški dragovoljački odred je preustrojen u 2. pješačku bojnu, a tadašnji bojnik Krešo Klarić je imenovan zapovjednikom bojne. Zapovjedao je 2. pješačkom bojnom i svim akcijama u kojima je bojna sudjelovala, od obrane samog grada i sjeverozapadnih prilaza gradu pa sve do akcija čiščenja dubrovačkog zaleđa, nakon čega je promaknut u čin pukovnika Hrvatske vojske.
Nakon ovih akcija, pukovnik Krešo Klarić je na svoj zahtjev razvojačen.